# Bibracte
Bibracte a fost capitala poporului celtic al heduilor, dezvoltată în special în secolul I î.Hr. Centru nervos al puterii aristocrației heduice, a fost și un important loc de meșteșuguri și comerț în care au coexistat mineri, fierari și batători de monede, pe o suprafață de aproape 135 de hectare.
Acest sit remarcabil este situat în comunele Saint-Léger-sous-Beuvray (Saône-et-Loire), Glux-en-Glenne și Larochemillay (Nièvre) și în Morvan, la vârful Mont Beuvray (numit în mod obișnuit Beuvray). Se află la confluența bazinelor Yonne, Saône și Loire. Beuvray este alcătuit din trei vârfuri: Theurot de la Wivre cu piatra sa, Theurot de la Roche și Porrey care este cel mai înalt punct. Situl găzduiește Muzeul Civilizației Celtice, care retrasează viața acestui oraș cu aproximativ 5 până la 10 mii de suflete într-un oppidum fortificat, pe care săpăturile arheologice de la Mont Beuvray îl dezvăluie treptat. Conservarea și gestionarea sitului sunt asigurate din 2007 de către Instituția Publică de Cooperare Culturală (EPCC) Bibracte.
Încă de la primele săpături arheologice, Bibracte a fost considerat un model al civilizației oppida și a aglomerației galice. Comparația cu Augustodunum (orașul antic Autun, unde a fost transferată capitala poporului edui) a fost percepută de mult timp ca demonstrând competiția dintre modelul urban indigen și modelul urban roman, în timp ce la nivel de ocupație indigenă, Bibracte a beneficiat de o podoabă arhitecturală adaptată condițiilor locale, dar de stil tipic roman. Bibracte este mai degrabă o excepție datorită înființării târzii, a situației sale ca oraș înalt fortificat (în timp ce orașele galice sunt în primul rând pe câmpie și nu fortificate) și abandonului său, când majoritatea orașelor galice evoluaseră în orașe din perioada romană.
Acest sit este clasificat ca monument istoric din 25 septembrie 1984. La 12 decembrie 2007, situl Bibracte a primit eticheta „Grand site de France”.

## Toponimie

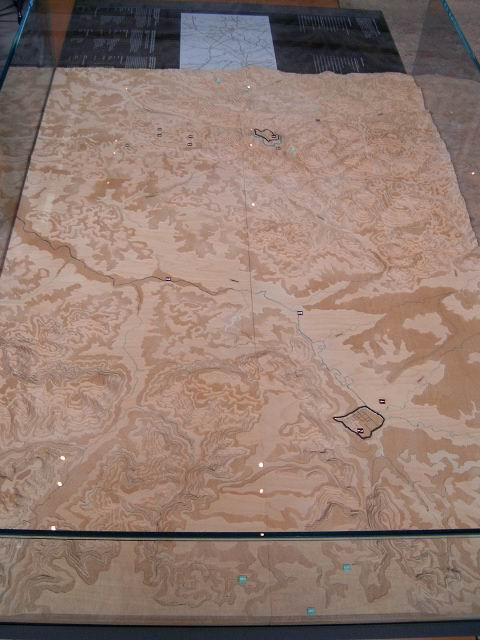
Bibracte în fundal și Autun în prim plan.

### Atestări
- Bibracte [oppido Haeduorum] în 50 î.Hr. (Iulius Cezar, Comentarii la războaiele galice I, XXIII)[5];
- [Ecclesia de] Buvrait în 1233 (Cartular Biserica din Autun, II, 68)[6];
- [In nundinis] Biffracti în 1236 (Cartular Biserica din Autun, II, 73)[5];
- Beuvray în 1236 (S. carta domnilor din Châtillon privind targurile din Beuvray)[6];
- Biffratus în 1248 (Cartular de Autun, 332)[6];
- Biffractus în 1281 (C.)[6];
- Biffratum înainte de 1312 (Auguste Longnon, Pouillés, p. 67)[5];
- Buvrai în 1351 - 1352 (C.O., B 4823, f. 15 v.)[5];
- Beuvray în 1409 - 1410 (C.O., B 1290, f. 35 v.)[5];
- Buvreaul în 1476 (C.O., B 11510, f. 165)[5];
- [Couvent de] Beuvray în 1538 (Lory)[6];
- [Montagne de] Beuvray în 1757 (C.O., C 3530, p. 897)[5];
- [Mont] Beuvray în 1848 (État-major)[5].

### Etimologie
După cum indică setul de forme antice disponibile (vezi mai sus), formele romane Buvrait și Beuvray sunt menționate de la începutul secolului al XIII-lea, împreună cu formele latinizate de tip Biffra[c]tus care nu au anterioritate. Comparând de exemplu cu numele de loc de tip Beuvron care sunt inițial hidronime, specialiștii și toponimiștii celtici reconstruiesc un tip *Bibrakti / *Bebrakti, pe baza denumirii galice pentru castor, și anume *bibro- / *bebro- (sau bebros / bebrus). Bebros / bebrus a dat, de asemenea, latina târzie beber, acuzativ bebrum (distinct de fibra latină clasică „castor”) și franceza (azi dialectală) bièvre „castor” · . Într-adevăr, este și rădăcina lui Beuvron, dar cu un alt sufix, adică colectivul -akti (cf. irlandeză, galeză aktā), de unde Bibracte „toți castorii” care desemna de fapt Mont Beuvray, sau „muntele cu castori”. Pentru Gérard Taverdet, această rădăcină celtică, bine reprezentată în numele râurilor, sugerează că Bibracte este inițial un hidronim. În orice caz, elementul Bibr- din Bibracte, care a rezultat în Buvr[ait] / Beuvr[ay], a suferit o evoluție fonetică analogă cu cea a verbului latin bibo, bibere „a bea” care a dat radicalul buv- / beuv. (r)- în franceză (veche), de exemplu în formele verbale buvons etc. iar substantivele beuverie (de asemenea buverie) și breuvage (fost beuvrage, beverage).
Ipoteza unui oronim care înseamnă „munte dublu fortificat” nu este validată de comunitatea lingviștilor, deoarece se bazează pe forme medievale latinizate de tip Biffra[c]tus care ar fi trebuit să dea *Beffray (forma neatestată ) prin evoluție fonetică regulată. . Astfel, Biffractus rezultă probabil dintr-o latinizare târzie a scribilor, după un proces comun în Evul Mediu, după ce etimologia și semnificația multor toponime deveniseră opace. În plus, această explicație este incertă din punct de vedere geostrategic și istoric. Într-adevăr, este foarte dificil să protejezi un metereze pe mai mulți kilometri și, prin urmare, utilizarea unui meterez dublu nu este justificată. În plus, zidul orașului a fost micșorat deoarece măsurătorile de datare au făcut posibilă arătarea anteriorității meterezei exterioare în raport cu meterezeul interior (vezi plan). Paramentul de piatră al incintei exterioare a fost cu siguranță refolosit pentru construcția celui de-al doilea zid. Prin urmare, nu este certificat că Bibracte a avut simultan douq ziduri înconjurătoare.
Trei inscripții dedicate zeiței Bibracte au fost găsite la Autun în secolul al XVII-lea. Se pare deci că avem de-a face cu un exemplu de omonimie între toponim și teonim. „Rămâne de întrebat care dintre cele două nume este primar și celălalt secundar. » Din păcate, două dintre inscripțiile săpate în piatră au dispărut; al treilea, gravat pe un medalion de alamă, este încă subiect de dezbatere asupra autenticității sale. Într-adevăr, certurile străvechi cu privire la locația lui Bibracte ar fi putut să-i fi determinat pe anumiți savanți ai vremii să creeze falsuri pentru a justifica amplasarea oppidum-ului Aedui pe locul Autun (vechiul Augustodunum), care a fost efectiv capitala poporului Edui în Secolul I.

## Descoperirea orasului
Prima mențiune despre Bibracte în istorie a fost făcută de Iulius Cezar în Comentariile sale la Războiul Galic privind anul 58 și Bătălia de la Bibracte. Acest lucru este menționat din nou în 52, când Cezar pune la îndoială intențiile aliaților săi hedui care s-au alăturat revoltei și l-au încoronat pe Vercingetorix rege al Galiei la Bibracte, el a spus despre Bibracte că este: 
„de departe cel mai mare și mai bogat oraș al heduilor”
. Acest lucru nu mai este menționat ulterior. Inscripțiile de epocă anunță că capitala eduică a primit numele de Augustodunum („cetatea lui Augustus”), sub domnia sa; acest nume dă apoi naștere actualului Autun.
Din secolul al XVI-lea s-a născut o nebunie în rândul cărturarilor, aristocraților și bărbaților Bisericii pentru trecutul lor local, ceea ce a condus la întrebarea locației Bibracte. Mai multe teze concurează. Se dorește să se localizeze Bibracte în Autun: orașul galic pe locul orașului galo-roman. Un altul la Beaune este susținut de savantul Hugues de Salins, o a treia teză este că orașul se află pe versanții Beuvrect sau Bevrect, astăzi Mont Beuvray. Această ultimă teză se bazează pe trei argumente majore. În primul rând, există o relație între termenii Bibracte și Beuvrect. Apoi, această ipoteză invocă o tradiție transmisă de cronicile medievale care a localizat orașul în Beuvrect. Acest lucru este întărit de existența unui târg anual în prima miercuri, joi și vineri din mai, a cărui vechime este deja relatată în texte din secolul al XIII-lea. În cele din urmă, descoperirile de ceramică, monede și observațiile preotului din Saint-Léger-sous-Beuvray din 1725 indică în această direcție · .

Planul de ansamblu al orașului, numele locului corespund denumirilor actuale, iar curbele de nivel sunt luate doar la vârfuri.

În general, ipoteza lui Autun este cea care primește cea mai mare aprobare inițială. Mai mult, Autun va fi redenumit Bibracte după Revoluție și aceasta pentru ceva timp. Abia în secolul al XIX-lea și cercetările lui Jacques Gabriel Bulliot situația s-a inversat în favoarea Mont Beuvray. În 1851, Bulliot a decis să facă o prezentare la Congresul Societății Arheologice Franceze despre o capelă antică (La Chapelle Saint-Martin au Mont Beuvray) pe tema creștinării țării edui. Apoi s-a întors la Beuvray pentru a lua notițe suplimentare. A descoperit ceea ce credea atunci că este terasamentul unui castr roman (în realitate un nemeton sau un sanctuar) în vârful Beuvray-ului lângă capelă). S-a documentat și a luat în considerare, împotriva opiniei unanime a Societății Aedui, localizarea lui Bibracte în Beuvray și nu în Autun. Publicarea Eseuului său despre sistemul defensiv al romanilor în țara edui între Saône și Loara în care își expune convingerile nu face decât să-i câștige zâmbetele membrilor societății de arheologie. Interesul împăratului Napoleon al III-lea pentru bătăliile din războaiele galice a fost cel care a accelerat lucrurile. Într-adevăr, Bulliot primește vizita unui ofițer, pe nume Stoffel, însărcinat de împărat să efectueze săpături asupra victoriei romane împotriva helveților. Bulliot îi spune apoi despre convingerile sale cu privire la situația lui Bibracte. Ofițerul are puțin interes pentru el, dar îi încredințează unui alt membru al Societății Aedui, Xavier Garenne, misiunea de a efectua sondaje în Beuvray. În același timp, proprietarul terenului, vicontele d'Aboville și-a desfășurat și propriile cercetări pe care le-a arătat arhiepiscopului de Reims, de asemenea membru al Societății Aedui, și prieten al lui Bulliot (în ciuda divergențelor lor cu privire la problema Bibracte) . Interesați de aceste săpături, cei din urmă le-au raportat împăratului. Așa se face că în 1867, Napoleon al III-lea l-a însărcinat pe Bulliot pentru cercetări la Beuvray, alocandu-i fonduri.
Bulliot a excavat situl din 1867 până în 1895, înlăturând toate îndoielile cu privire la situația Bibracte. Nepotul său, Joseph Déchelette, pe care l-a inițiat în săpături, a continuat lucrările până în 1907, comparând Bibracte cu alte situri din Europa precum Stradonice în Boemia, Manching în Germania și Szent Vid în Ungaria, ceea ce l-a făcut unul dintre precursorii din Europa în unificarea culturală a lumii celtice și a civilizației Oppida.

## Istoria

### Cronologia populării la Beuvray

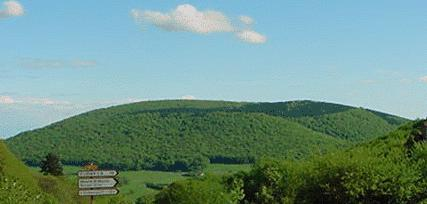
Vedere Mont Beuvray.

Săpăturile de la Porte du Rebout au făcut posibilă descoperirea unei succesiuni de cinci structuri, dintre care cea mai veche atestă prezența umană pe Mont Beuvray din perioada neolitică. La începutul secolului al XX-lea, Bulliot a adunat, în timp ce excava Champlain (partea cea mai înaltă a Mont Beuvray), o mare colecție de „obiecte din epoca pietrei lustruite, topoare din diverse roci, săgeți cu pedunculi (triunghiulare sau diamantate ca formă), răzuitoare, fulgi, cuțite, tole latente, lovitori pline de urme și pietricele rotunjite care au servit drept roți. Obiecte neolitice au fost descoperite pe tot muntele.
Cu toate acestea, tehnicile de datare au relevat faptul că oppidum-ul a fost fondat abia spre sfârșitul secolului al II-lea î.Hr. pe o suprafață de 200 de hectare protejată de meterezul exterior. Un al doilea metereze interior a fost construit ulterior din motive care sunt încă prost înțelese.
Alegerea acestui sit se datorează poziției sale cheie între axa Rhône-Saône, Loara și bazinul Senei, resurselor sale de apă (șaptesprezece puncte de apă naturale, inclusiv izvoare și pâraie, alimentează numeroase instalații hidraulice, cisterne săpate, fântâni și puțuri) asigurată de precipitații abundente și de un climat montan blând.
Această situație excepțională este întărită de puternicele legături de prietenie pe care heduii le au cu Roma. După ce a obținut statutul de prieten al poporului roman, contactele cu comercianții romani sunt probabil înainte de cucerirea Galiei de către Iulius Cezar. Acest statut privilegiat a făcut ca Bibracte să sufere greu de pe urma conflictului: în 58 î.Hr., la 25 km sud de oraș, la Montmort, armatele lui Iulius Cezar au obținut victoria asupra helveților, obligându-i să se întoarcă în Elveția și să fie încorporate treptat în ceea ce avea devenit Imperiul Roman. În anul 52 î.Hr., o adunare a popoarelor Galiei de la Bibracte i-a încredințat lui Vercingetorix comanda supremă a armatelor galice · , după ce acesta a aranjat-o în favoarea unității din vârful pietrei Wivre, așa cum credea Bulliot. În ciuda acestui miting, Cezar a tratat orașul cu grijă după victoria sa de la Alesia. A stat acolo în timpul iernii anului 52/51 î.Hr. să-și scrie Comentariile la războiul galic. Acestea dezvăluie, printre altele, numele unor înalte figuri ale aristocrației heduice precum Dumnorix, vergobret al heduilor, și fratele său Diviciacos, druid. Orașul și-a reluat creșterea în deceniile de după război.
Geograful Strabon, care a scris o generație după Cezar, menționează încă pe Bibracte ca fortăreață a eduilor.
După întemeierea orașului Autun (Augustodunum) la 25 km distanță în timpul domniei lui Augustus în jurul anului 15 î.Hr., Bibracte a fost abandonat treptat de locuitorii săi. Cu toate acestea, închinarea continuă în temple și lângă fântâni și casele aristocratice continuă să fie menținute. Se propun două ipoteze principale cu privire la această abandonare treptată a sitului pe parcursul a câteva decenii. Această migrație se poate datora unor motive economice sau unei dorințe de integrare în modelul roman; parte a clasei conducătoare hedui, deja proromană în timpul războiului galic, a conștientizat cu siguranță importanța strategică a noului oraș situat pe principalele axe de comunicație și a dorit, de asemenea, să se adapteze la modelul roman de orașe de șes, în timp ce era mai tradițional. populația a rămas o vreme pe amplasament.
Știm din texte din secolul al XIII-lea că mai există un târg în fiecare prima miercuri a lunii mai. În secolele al XV-lea și al XVI-lea, la Beuvray a fost înființată mănăstirea Cordeliers. Este abandonată, dar târgul continuă.

### Influența și puterea oppidumului
Pe lângă crearea tipului beuvraisian în clasificarea populațiilor antice de către Gabriel de Mortillet, termen acum abandonat deoarece nu corespunde cu nicio realitate istorică, puterea capitalei eduite este relatată în Comentariile la războiul galic care evidentiaza numeroasele aliante ale heduilor cu popoarele vecine. Iulius Cezar menționează, de asemenea, războaiele care i-au înfruntat pe hedui cu arverni și pe sequani pentru hegemonie asupra unei mari părți a Galiei. Aceste mențiuni nu sunt banale întrucât Roma este aliatul eduilor, „frații lor de sânge”{, cel puțin încă din secolul al II-lea î.Hr. Ei au menținut, de asemenea, legături comerciale și alianțe războinice: Roma i-a salvat pe hedui în secolul al II-lea î.Hr. zdrobind armata arvernienă și a răspuns apelului lor împotriva invaziei helveților din Galia care a dus la războiul galic.

Confederația Hedui.

Pe lângă această alianță puternică cu Roma, heduii făceau parte și dintr-o confederație de triburi celtice:
- Ambarri (în Ain);
- brannovici (în regiunea Auxerre);
- Bellovaci (în regiunea Beauvais);
- Bituriges Cubi (in Berry);
- Parisii (France) (în regiunea Parisului);
- Segusiavi (în Forez, învecinați cu Arvernii);
- Senones (în regiunea Sens),

a cărui influență s-a extins astfel pe o bună parte a teritoriului galic.
În fine, aspectul demografic nu trebuie neglijat întrucât arheologii estimează populația Beuvray între 5.000 și 10.000 de locuitori la apogeul său.

#### Comerț
În Istoria Galiei, istoricul Camille Jullian scrie aceste câteva rânduri despre edui: „Bibracte, sunt sigur, a fost punctul de plecare și cel mai sigur garant al puterii lor. În jurul Bibracte existau drumuri foarte bune, unind cele mai mari trei bazine din Franța.”
Astfel, produsele romane care urcau Ronul (traseele fluviale erau cele mai rapide la acea vreme) si care luau apoi Saône, Loara sau Allier, treceau prin teritoriul edui inainte de a se uni cu bazinele Loarei si Senei. Eduii se aflau la o importantă răscruce comercială între lumea celtică și Roma, mai ales că Mont Beuvray domină valea Loarei la vest și valea Saône la est. Ei au permis astfel difuzarea produselor romane în toată Galia începând cu secolul al II-lea î.Hr., permițând aliaților lor din confederație să profite din comerțul lor cu Roma și cu siguranță cu coloniile grecești precum Massalia. Acest comerț este dovedit de cantitățile mari de amfore și ceramică din Italia găsite în gropile de deșeuri și în podelele caselor.
În plus, heduii instalaseră un sistem vamal prin care se impozita produsele care treceau prin teritoriul lor pentru a le spori averea, după cum par să ateste textele lui Iulius Cezar: „Era într-adevăr Dumnorix: omul era plin de îndrăzneală, liberalitatea lui îl pusese în favoarea cu poporul și el dorea o răsturnare politică. De mulți ani ținea vama și toate celelalte taxe ale heduilor la un preț mic, pentru că atunci când licita, nimeni nu îndrăznea să liciteze împotriva lui. ". Mai mult, heduii și sequani au luptat pentru controlul Ararului (actualul Saône), deoarece controlul fluviului a făcut posibilă impozitarea tuturor produselor romane și celtice care au plecat spre nordul continentului pe cale fluvială.

#### Politică

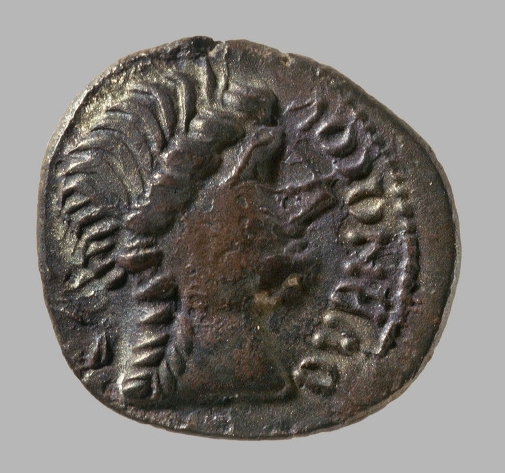
Monedă reprezentând șeful edui Dumnorix, purtând inscripția DVBNOCOV / DUBNOREX, păstrată la muzeul Bibracte.

Sistemul politic al heduilor a fost reconstruit în esență după indicațiile difuzate în Comentariile la războiul galic. În fruntea statului edui stătea un senat care reunește câte un singur membru din fiecare dintre familiile aristocratice aedui. Ceea ce numim astăzi putere executivă a fost deținut de vergobret, magistrat suprem, care și-a exercitat funcțiile timp de un an. În această perioadă i s-a interzis să părăsească granițele teritoriului, ceea ce l-a împiedicat să conducă armata în afara granițelor. Această măsură, alături de cea care autoriza un singur vot pentru fiecare familie aristocratică în Senat, avea drept scop, cu siguranță, să împiedice un individ sau familia sa să monopolizeze frâiele puterii. Vergobretul era ales public de un consiliu condus de druizi. Dintre hedui, se pare că vergobretul a exercitat și un rol judiciar, deoarece Cezar relatează că avea „drept pe viață și pe moarte asupra concetățenilor săi”. În cele din urmă, se crede că vergobretul era responsabil de administrarea teritoriului. Cezar precizează că druizii sunt responsabili de acest lucru: „Ei cred că religia nu permite ca subiectul predării lor să fie încredințat scrisului, în timp ce pentru orice altceva în general, pentru actele administrative publice și private, folosesc alfabetula greac. ". Nicio săpătură nu a făcut încă posibilă găsirea unor astfel de acte al căror suport de lemn acoperit cu ceară este perisabil.
De asemenea, știm că druidii au ocupat funcții înalte de când Diviciacos a venit la Roma pentru a pleda cauza heduilor în timpul invaziei germanice conduse de Ariovistus în plata sequanilor; a condus și cavaleria heduică în timpul războiului galic după moartea fratelui său Dumnorix. Prin urmare, se presupune că anumiți druizi dețineau funcții de război înalte.

## Cercetări arheologice pe Mont Beuvray

### Săpăturile arheologice din secolul al XIX-lea
Din 1865 până în 1895, Gabriel Bulliot a identificat Bibracte în 1867 și a început săpăturile acolo (în special cartierul meșteșugăresc celtic din jurul Porte du Rebout), folosind fondurile alocate de Napoleon al III-lea. Într-adevăr, pasionat de istorie, împăratul a pus la cale vaste campanii de săpături pentru a găsi locurile războaielor galice pentru a-și scrie Istoria lui Iulius Cezar. Acolo a fost reconstruit de atunci modestul „Hôtel des Gaules”, care l-a găzduit pe cercetător. Joseph Déchelette, nepotul lui Bulliot, și-a reluat munca din 1895 până în 1907, dar a fost ucis în timpul Primului Război Mondial și săpăturile au căzut apoi în uitare.

### Reluarea săpăturilor arheologice la sfârșitul secolului al XX-lea
În 1984, săpăturile au fost reluate sub conducerea Președintelui Republicii François Mitterrand, fost deputat de Nièvre și atașat istoriei acesteia, care a proclamat Bibracte sit de interes național în 1985. Acest termen inventat pentru ocazie va permite ca situl să fie subvenționat. Eticheta de „interes național” a fost creată ulterior pentru a desemna expoziții sau site-uri care beneficiază de un program de diseminare și extindere publică condus de Ministerul Culturii. Faptul rămâne că acest lucru va da impulsul necesar unui proiect de excavare la scară europeană în curând.

### Centrul Arheologic de la Mont Beuvray
Așa a fost creat în 1989 Centrul Arheologic European de la Mont Beuvray, care va reuni situl, muzeul și centrul de cercetare Glux-en-Glenne. A fost inaugurat în anul 1995. Prin decretul din 21 martie 1995, ministrul Culturii, la avizul Consiliului Național pentru Cercetări Arheologice, a confirmat în lista siturilor arheologice de interes național, oppidum-ul lui Bibracte (muntele Beuvray, Sfântul -Léger-sous-Beuvray; Saône-et-Loire; Glux-en-Gienne; Nièvre). Săpăturile sunt conduse în prezent de Vincent Guichard și implementate de mai multe echipe franceze și străine; săpăturile se concentrează în special pe cartierul galic Le Rebout, pe vastul complex galo-roman al Pâture du Couvent și reședința romană a Parc aux Chevaux.
Astfel, specialiști, cercetători, profesori și studenții lor din toată Europa se reunesc în fiecare vară pe șantier pentru a excava diferite părți ale sitului. Găsim printre altele:
- Germania: universitățile din Kiel, Leipzig, universitățile din Ingolstadt, Mainz;
- Austria: Universitatea din Viena;
- Belgia: Universitatea din Bruxelles;
- Spania: universitățile din Madrid și Zaragoza;
- Franța: École du Louvre, universitățile din Besançon, Dijon, Paris-I, Paris-VI, Tours etc.;
- Polonia: Universitatea din Rzeszów;
- Regatul Unit: Universitatea din Edinburgh;
- Ungaria: Universitatea din Budapesta;
- Italia: Universitatea din Bologna;
- Slovenia: Universitatea din Ljubljana;
- Elveția: Universitatea din Lausanne;
- Cehia: Universitatea Masaryk.

Fiecare universitate excava situl sub forma unor proiecte de trei ani, care în prezent sunt concentrate pe înțelegerea modului în care funcționa un oraș celtic din perioada La Tène. Cercetările lor constau în muncă de teren care durează câteva săptămâni care continuă cu un studiu detaliat al săpăturii și al obiectelor descoperite, care vor fi apoi depozitate la centrul de cercetare al șantierului.
În plus, Bibracte EPCC este implicată în diverse proiecte europene legate de arheologie. Putem cita în special proiectul PITCHER (Erasmus+ 2021-2024) al cărui obiectiv vizează proiectarea și diseminarea Resurselor Educaționale Gratuite pentru lupta împotriva jafurilor și traficului ilicit de bunuri culturale.

### Prospectare arheologică la Mont Beuvray
Tehnica de prospectare folosită de Bulliot este rudimentară. Constă în observarea caracteristicilor terenului deoarece muntele practic nu s-a schimbat de atunci. Acest lucru i-a permis să găsească un plan al meterezelor aproape fără a căuta. A folosit această tehnică la scara sitului cu ajutorul topografilor armatei care au efectuat o serie de sondaje topografice ale terenului. Doar cel din cartierul Porrey s-a păstrat până astăzi.
În ultimii ani, aceeași tehnică a fost folosită în același district din Porrey cu instrumente mai precise precum teodoliți și GPS. Într-adevăr, prospectarea aeriană sau electromagnetică este imposibilă de vegetația care a reîmpădurit muntele de la încetarea pășunatului și săpăturilor la Déchelette și de natura subsolului. O tehnică mai rapidă a fost folosită din 2007, este tehnica lidar sau a scanerului cu laser aeropurtat care face posibilă ocolirea vegetației și înregistrarea în câteva minute a ceea ce anterior a durat câteva săptămâni pentru a fi implementat la sol. Acest lucru a făcut posibilă întocmirea unui plan mai complet al orașului și arhivarea topografiei locurilor.

## Organizarea oppidumului
Cercetările efectuate de Bulliot și Déchelette la sfârșitul secolului al XIX-lea și începutul secolului al XX-lea au scos la iveală o organizare a șantierului pe districte, construcțiile urmând în general un traseu central care merge de la Porte du Rebout la Grandes Portes. Această organizare diferă de cea a oppida precum Manching unde găsim o aranjare urbană obișnuită; relieful terenului o explică deoarece meterezele înconjoară trei vârfuri, unele dintre pantele cărora sunt relativ abrupte.
Din 1984, săpăturile par să confirme în linii mari ipotezele lui Déchelette și Bulliot, adăugând anumite nuanțe.

### Meterezele

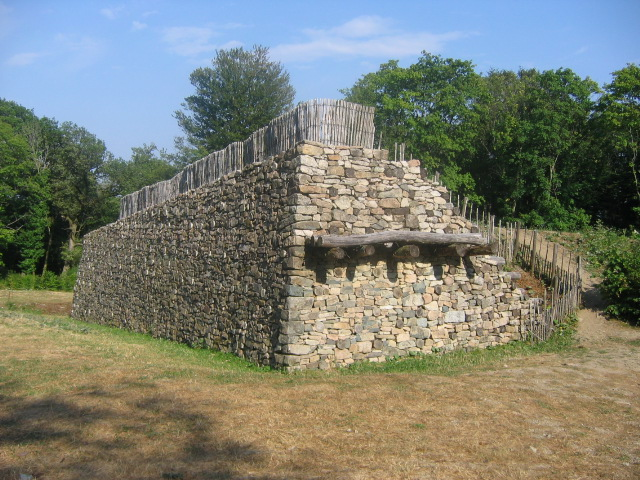
Porte du Rebout, reconstrucția unui zid galic.

Bibracte a fost protejată de puternice metereze de tip murus gallicus (zidul galic), a căror istorie a fost reconstituită prin săpături. Orașul a văzut două incinte diferite în succesiune și cel puțin cinci reparații la incinta interioară, relevate, printre altele, de studiul Porte du Rebout. În mod surprinzător, această incintă interioară este mai târzie decât incinta externă. Prin urmare, orașul și-a redus suprafața de la 200 de hectare la 135 de hectare.
Prima incintă (incintă interioară pe planul de mai sus), descoperită de Bulliot, este un zid galic care delimitează o suprafață de 135 de hectare pe o lungime de 5 kilometri de metereze. Se estimează că construcția zidului a necesitat cantitățile impunătoare de peste 10.000 de metri cubi de lemn, între 10.000 și 20.000 de metri cubi de pământ și în jur de treizeci de tone de fier.
A doua incintă, surprinzător mai devreme decât prima, de aproximativ 7 km lungime, concretizează actul de întemeiere a oppidumului edui. Înconjurând o suprafață de 200 de hectare, a făcut obiectul cercetărilor din 1992 pentru primele sondaje. Această cercetare arheologică a scos la iveală că meterezul avea o înălțime de 4 până la 5 metri fără încoronarea în prezent necunoscută (palisade, turnuri etc.), o adâncime identică și era precedată de un șanț de 2 până la 4 metri înălțime.fund pe o lățime de 6 până la 10 metri. Între 1995 și 2002 a fost efectuat un studiu amplu cu numeroase anchete de-a lungul acestuia de către Universitatea din Viena. Cercetătorii au putut vedea că acest meterez era un zid galic care a fost demontat pentru a construi zidul interior. Datarea rămâne însă imprecisă și plasează acest eveniment în cursul secolului al II-lea î.Hr. Aceste săpături au descoperit și o poternă la Porrey, care este singura cunoscută în prezent pentru fortificațiile de tip zid galic.

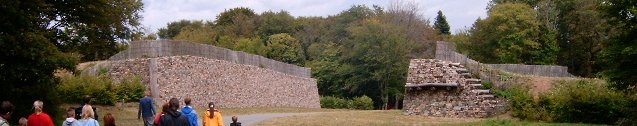
Zidurile Bibracte.

Meterezul este punctat de aproximativ cincisprezece porți, inclusiv faimoasa Porte du Rebout (20 m lățime pe 40 m adâncime). Primul loc excavat de Bulliot, unde a lucrat timp de nouă săptămâni, Porte du Rebout a fost primul loc al noilor săpături începute în 1984 care au continuat până în 1986 cu studiul șanțurilor adiacente meterezelor. Acestea au relevat existența a cinci niveluri diferite de reparație, inclusiv o palisadă neolitică (datată cu carbon 14). Acesta din urmă a făcut obiectul unei reconstrucții în 1996 care marchează acum intrarea în vechiul oppidum. În prezent, cercetările nu au reușit să detecteze nicio urmă a unui sistem de închidere a ușii și nici a vreunui dispozitiv de apărare al acestuia. Unele ipoteze propun ideea unei uși duble surmontate de un turn de pază din lemn de tipul oppidumului Manching, dar nimic nu poate confirma acest lucru în prezent.
Ultimele cercetări asupra meterezelor, din 2005, s-au concentrat pe o linie de fortificație în aval de Porte du Rebout, datarea pare să indice că această lucrare este mai ulterioară porții și a constituit astfel o fortificație avansată. Acest lucru va fi studiat în cadrul viitoarelor campanii de săpături. În același timp, între cele două rânduri de metereze au fost găsite incinte funerare aristocratice.

### Cartierul artizanal Côme Chaudron și Champlain
Săpăturile, repetate din anul 2000 în așa-numitele cartiere Côme Chaudron și Champlain, lângă Porte du Rebout, au scos la iveală un cartier dedicat prelucrării metalelor și locuințelor artizanilor. Prelucrarea acestor metale părea foarte specializată. Erau fierari, bronzari, emailatori, ale căror ateliere fuseseră deja identificate de Bulliot și, fără îndoială, aurari și batători de monede.
Săpăturile pe situl Beuvray, la nivelul Champlain, și pe masivele din jur încep să scoată la iveală existența minelor pentru extragerea metalelor precum aurul, fierul și chiar minereul de staniu. Această cercetare va continua și va încerca să identifice atelierele de topire a metalelor extrase în afara oppidumului. Într-adevăr, s-ar părea, având în vedere specializarea atelierelor Bibracte, că metalele au ajuns în bare care erau deci turnate în exterior.
Un alt cartier artizanal a fost găsit la unul dintre vârfurile sitului, la Pierre de la Wivre, zonă care a fost puțin cercetată în timpul cercetărilor lui Bulliot și Déchelette. Acest cartier va face obiectul unor viitoare săpături care vor încerca să determine funcționarea acestui district.

### Habitat

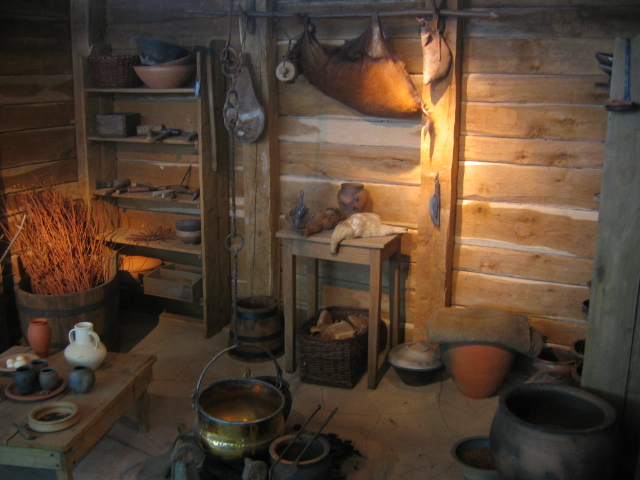
Reconstituirea ipotetică a unui habitat galic, muzeul Bibracte.

Construită în principal din lemn și pământ, casa galică folosește cu moderație piatra, folosită în principal pentru metereze. Dar știm încă puține despre structura lor, deoarece lemnul se păstrează foarte prost.
În cartierul cunoscut sub numele de Parcul Cailor găsim însă clădiri din piatră, cu siguranță case boierești, și o clădire cu coloane (cu siguranță publică) la nivelul pășunii Mănăstirii.
Se crede că acestea au fost introduse la scurt timp după războaiele galice.

### Parcul cailor
În centrul Mont-Beuvray, platoul cunoscut sub numele de Parcul Cailor găzduiește mai multe case de piatră în stil roman, care au fost excavate încă din secolul al XIX-lea. Acolo găsim în special reședința PC1 (numită de Jacques Gabriel Bulliot) care este o adevărată mină de aur pentru cercetători. Într-adevăr, a evoluat de la o construcție din lemn (de inspirație romană) la o adevărată domus cu atrium impluvium, portice și chiar băi termale încălzite prin hipocaust, precum și sistem de canalizare. În faza sa finală, locuința cvadriportică a măsurat 55 × 67 m, acoperând o suprafață de aproximativ 3.500 m², de aproximativ patru ori mai mare decât domus găsită la situl Pompeii. Se estimează că au existat aproximativ cincisprezece domus în această zonă, cum ar fi PC2 mai mic, care este orientat spre PC1 de cealaltă parte a benzii centrale. Am găsit și habitate de tip Villa rustica (reședințe rurale italice) precum PC33. Totuși, încă nu știm dacă a fost o zonă rezidențială rezervată exclusiv unei elite, deoarece săpăturile au scos la iveală și prezența unor forje în apropierea domusului.

### Bazinul și împrejurimile sale

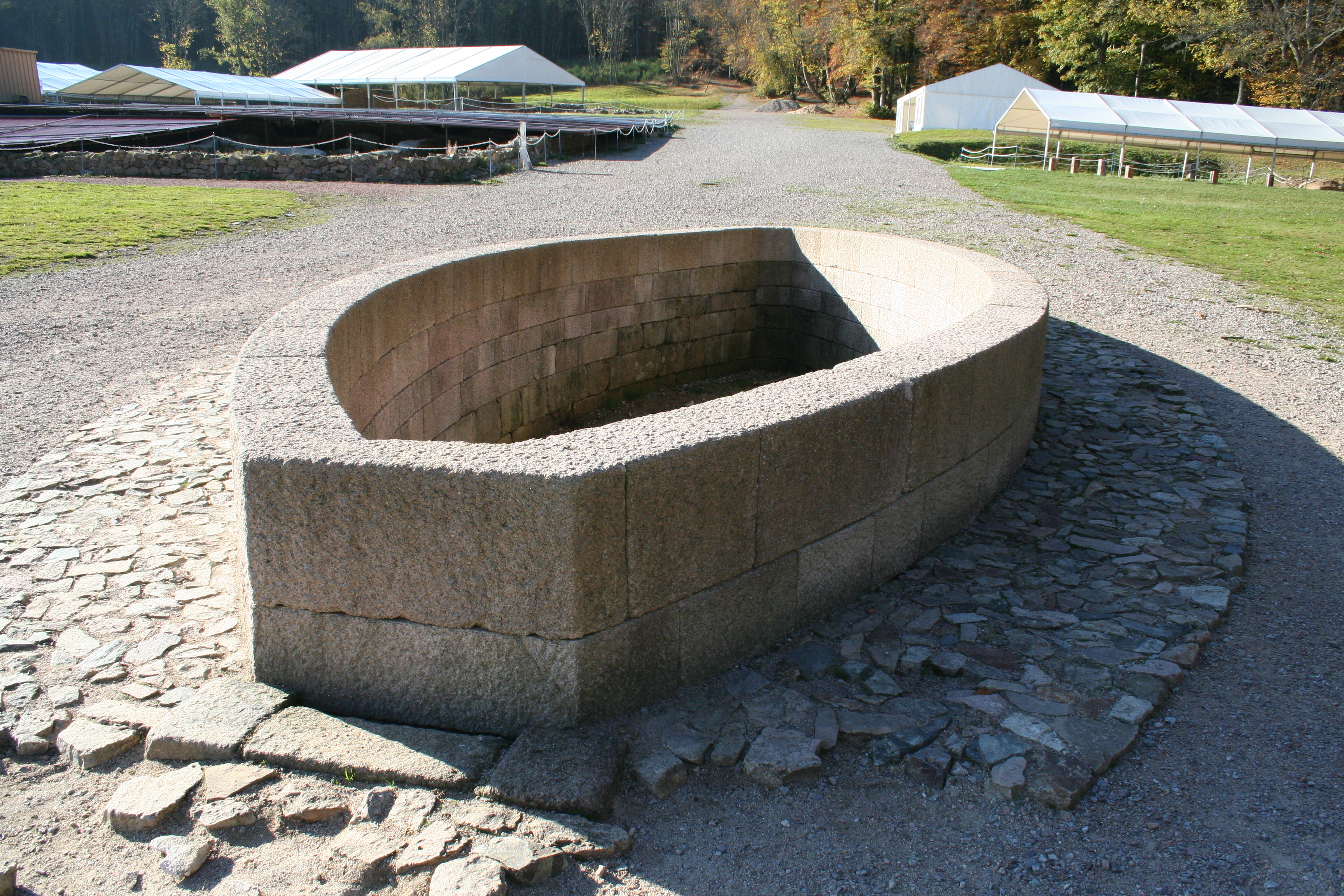
Bazinul monumental de la Bibracte.

În centrul străzii principale, la nivelul pășunii Mănăstirii, se înalță acest monumental bazin de granit roz a cărui orientare transversală corespunde răsăritului în solstițiul de iarnă și apusului în solstițiul de vară. Apa a fost evacuată prin intrarea de nord, în aval, continuând printr-o conductă. Alimentarea cu apă, însă, nu a fost încă descoperită:
- bazinul este impermeabilizat cu un strat de argilă roșie, excluzând efectiv alimentarea de la un izvor;
- nicio conductă de alimentare nu a fost încă găsită.

Principiul geometric pentru crearea bazinului este cunoscut: intersecția a două cercuri cu rapoarte precise ale lungimii unui triunghi pitagoreic unind centrul cercului, centrul piscinei și un capăt al acestuia. Cu toate acestea, utilizarea sa este încă necunoscută: punct de temelie sacru al orașului? adorarea apei? În plus, potrivit unor specialiști, acest mod de tăiere a granitului este neobișnuit și se bazează pe principiile tăierii calcarului mediteranean. Fără îndoială, heduii au cerut străinilor să construiască bazinul.
Toate acestea se combină pentru a face din acest bazin un monument extraordinar de arhitectură celtică.

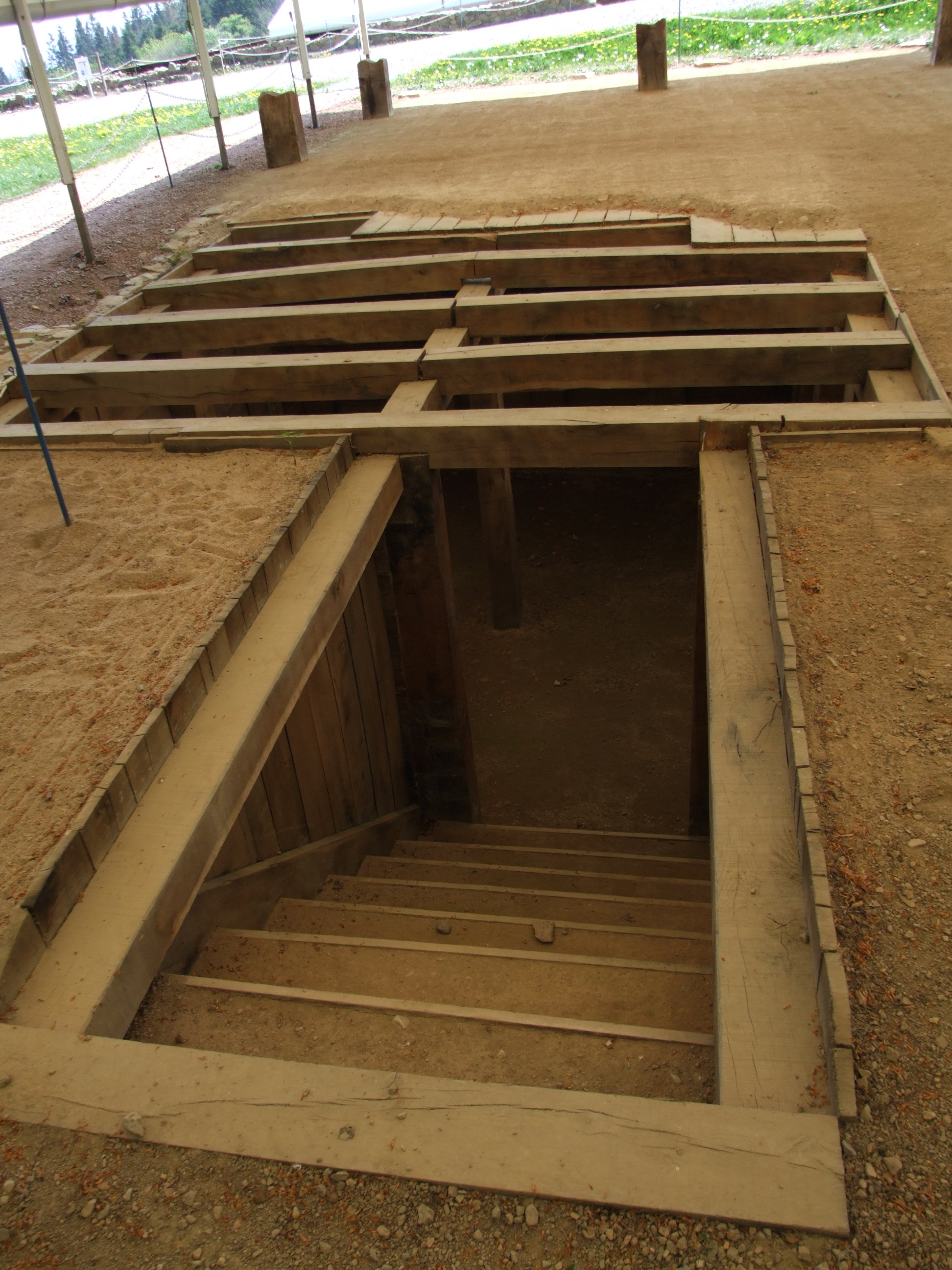
Reconstituirea unei pivnițe în cartierul Pâture du Couvent.

În apropierea acestui bazin s-au găsit numeroase beciuri și cu siguranță clădiri publice care depozitau cantități mari de cereale și vinuri importate din țările sudice. Una dintre aceste beciuri din lemn a fost recent reconstruită. Fără îndoială, în aceste clădiri heduii și-au centralizat recoltele și importurile.

### Lăcașuri de cult

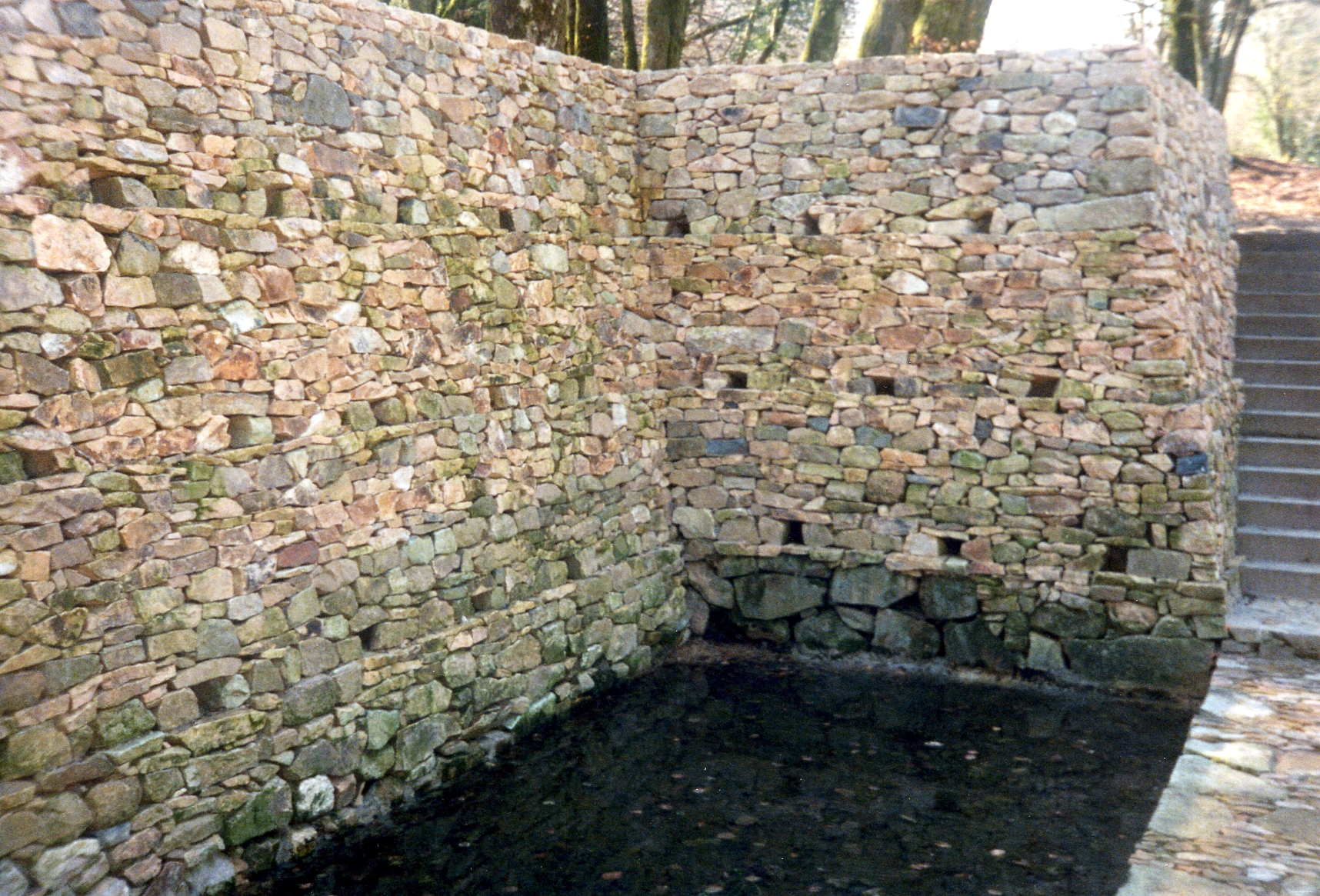
Restaurarea fântânii Saint-Pierre.

Oppidumul Bibracte are în jur de zece izvoare și cinci fântâni în oraș datează din epoca galică sau galo-romană. Fântâna Saint-Pierre a fost un loc de cult și pelerinaj în care s-au găsit monede și ex-voto.
În vârful muntelui a fost dezgropat un spațiu de cult celtic (nemeton) de un hectar, înconjurat de o palisadă și șanțuri concentrice.
Sub actuala capelă din secolul al XIX-lea, săpăturile din 1988 au descoperit un templu galo-roman.
Mai mult, părăsirea orașului înainte de începutul erei creștine nu a împiedicat continuarea pelerinajelor desfășurate în aceste locuri.

### Necropola
Situată sub actuala parcare a muzeului, necropola a făcut obiectul unor săpături de salvare în timpul creării muzeului și devierii drumului principal. Pe o suprafață de un hectar și jumătate au fost găsite șaptezeci de incinte funerare (incinerare) cu intrare spre est. Locurile de incinerare ale cadavrelor au fost găsite mai la sud.
Alte urne funerare au fost descoperite mai jos de Porte du Rebout, cu siguranță rămășițele unei familii aristocratice a orașului.

Alte cimitire trebuie să fie amplasate pe vechile căi de acces la sit (cum era adesea cazul la acea vreme), dar nu au fost încă descoperite.

### „Basilica”
În zona Pâture du Couvent, săpăturile au scos la iveală un ansamblu monumental structurat în jurul unei bazilici romane, „care ar părea a fi un for, a cărui datare, între 50 și 30 î.Hr., este deosebit de timpurie”. Bazilica de sub un mare domus din perioada augustană marchează prezența unui monument excepțional și în prezent unic pentru această perioadă în Galia.
Este o bazilică cu trei nave cu peristil intern cu deambulator periferic, prezentând patru rânduri de opt coloane sau opt pilaștri. Este legată la est de un pătrat mic de 22 de metri pe o latură mărginită la nord și la sud de porticuri care sunt o prelungire a zidurilor anexelor bazilicii.
La vest este legat de drumul principal Bibracte printr-un alt pătrat de 17 metri pe fiecare parte. S-au găsit elemente arhitecturale care atestă prezența coloanelor de calcar, a bazelor atice și a capitelurilor dorice și corintice.
Întregul formează așadar un ansamblu urban monumental de primă importanță. Aceste clădiri sunt datate din perioada -50/-40 până la -35/-25. La această dată bazilica și piața au fost nivelate cu grijă și înlocuite cu o mare reședință privată, fără îndoială în legătură cu deplasarea capitalei eduilor la Autun. Bazilica Bibracte confirmă importanța excepțională a sitului și a scos la iveală o romanizare pentru hedui care a fost considerabil mai rapidă decât se presupunea anterior. În prezent, este cel mai vechi reprezentant al arhitecturii monumentale romane din piatră din Europa non-mediteraneană ·  · .

## O fereastră deschisă către lumea celtică

### Muzeul Bibracte

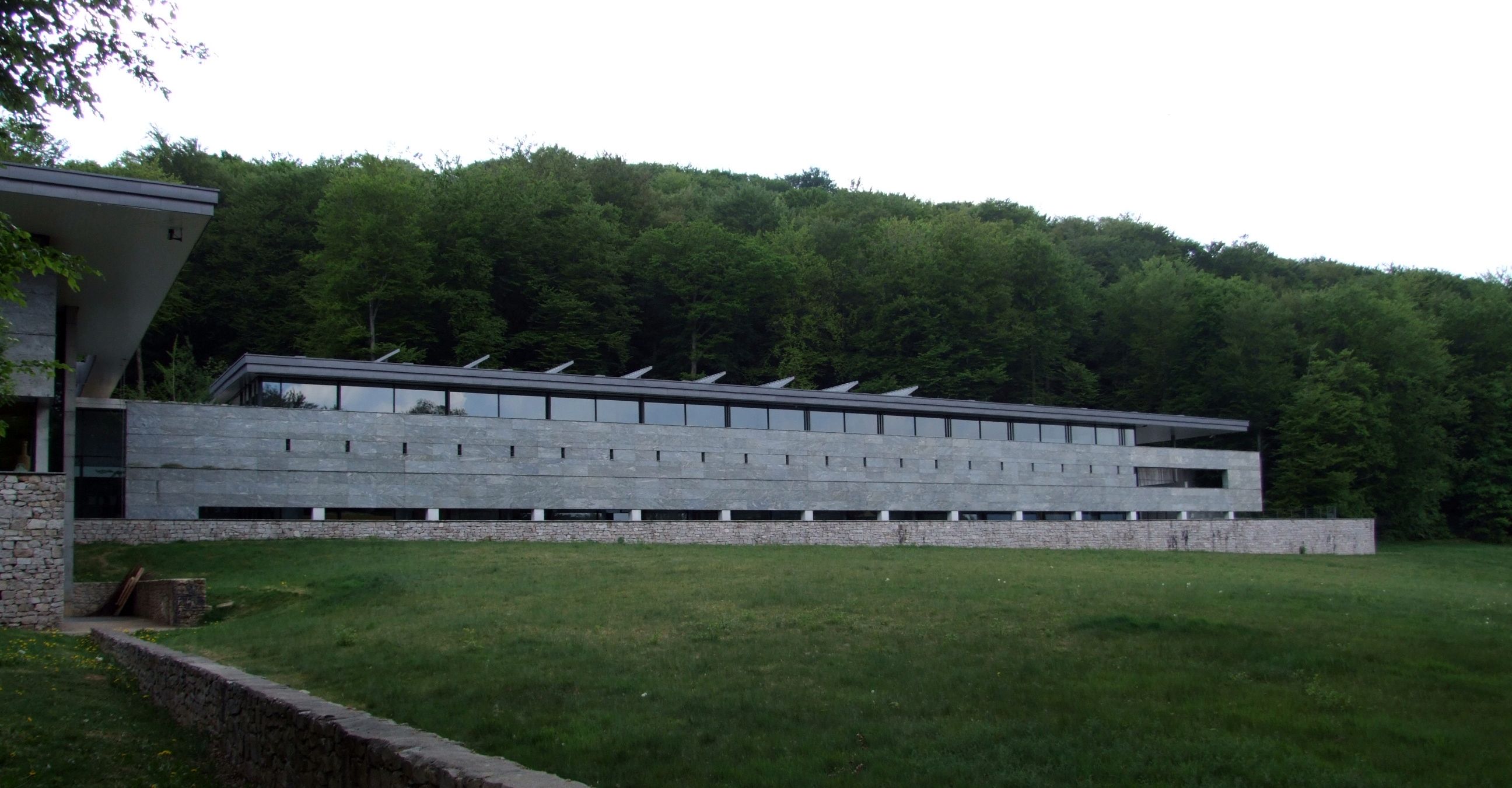
Muzeul Bibracte.

Situl găzduiește Muzeul Bibracte, construit de Pierre-Louis Faloci și deschis publicului în 1996. Pierre-Louis Faloci este și arhitectul centrului european de cercetare arheologică din Bibracte, deschis în 1994. Construcția arhitecturală corespunde evoluției epocile umanității: bază de piatră tăiată; pereți din piatră lustruită, beton neted și sticlă; si acoperis metalic. În ceea ce privește fațadele, acestea au ferestre mari; cele de pe partea văii sunt ascunse de un zid, cele care se confruntă cu site-ul dau frâu liber vizitatorilor.
Muzeul are puține colecții proprii, multe obiecte expuse sunt împrumuturi de la alte muzee; De câțiva ani am putut admira așadar calendarul Coligny și Vasul Gundestrup.
2005: numărul de vizitatori este de 44.709 (date: Comitetul Regional de Turism).

#### Expozitii permanente
Inaugurată în 1995, prezentarea permanentă a muzeului (2.000 m2 pe două etaje) trebuia actualizată.
Primul etaj, complet renovat în 2011, explică în detaliu fenomenul urban care a dus la apariția bruscă a peste două sute de locuri fortificate (oppida) într-o vastă zonă a Europei de astăzi, cu mai bine de două mii de ani în urmă. Istoria tehnicilor, urbanizarea, agricultura, comerțul și arta celtică sunt evocate de obiecte sau copii ale obiectelor, modelelor și dispozitivelor multimedia.
Parterul, renovat în 2013, se concentrează pe situl Bibracte și pe procesul de romanizare a acestuia. Acolo sunt prezentate ultimele noutăți în cercetarea arheologică, după abordări tematice (metereze, meșteșuguri, comerț, viața de zi cu zi).
Au fost create mai multe spectacole audiovizuale; unul dintre ele prezintă istoria Mont Beuvray și orașul Bibracte, de la construcția sa până la uitare, apoi redescoperirea sa în secolul al XIX-lea.

Muzeul Bibracte
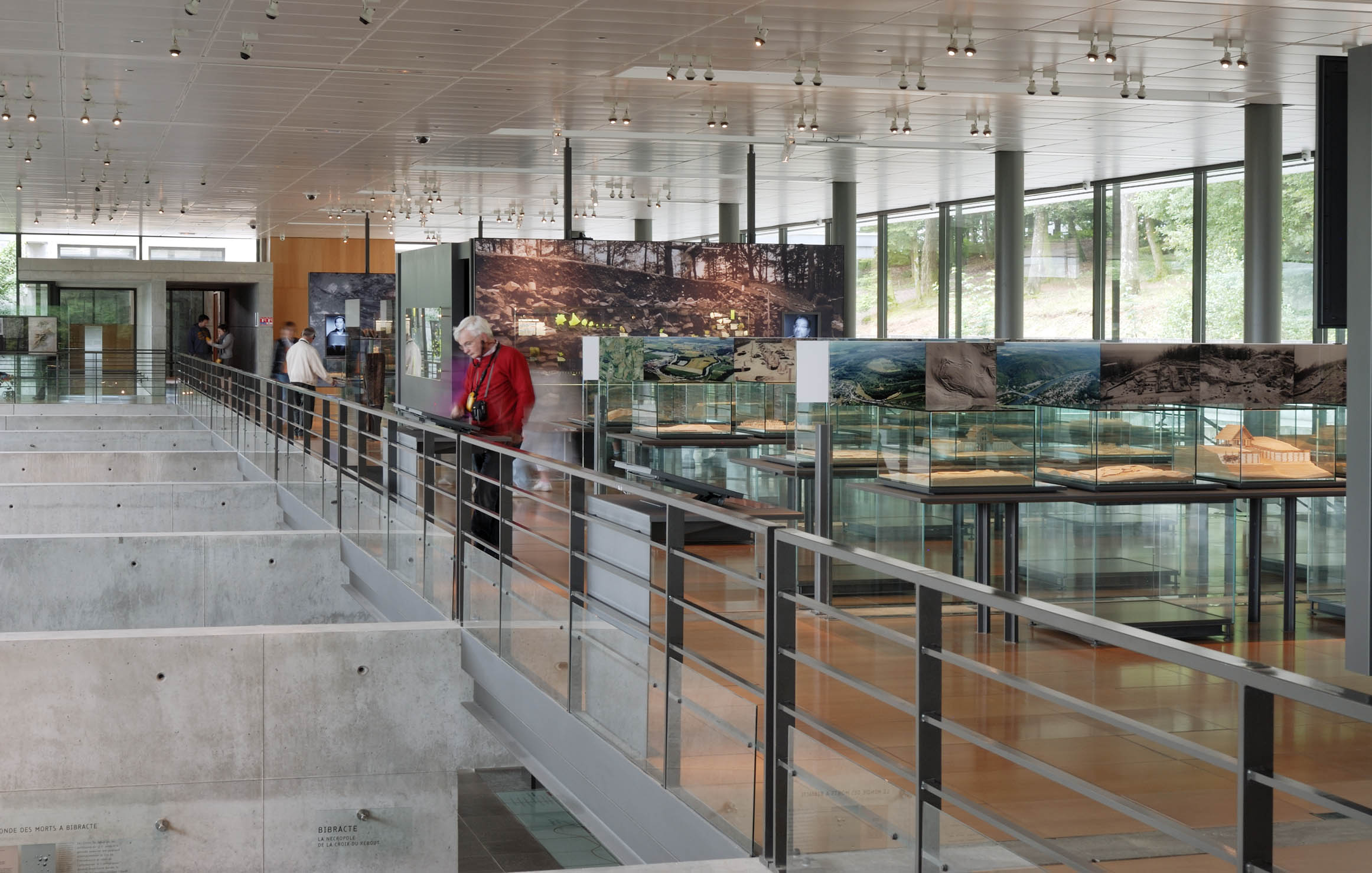
La etaj: civilizația „oppida” și perioada Epocii Fierului.
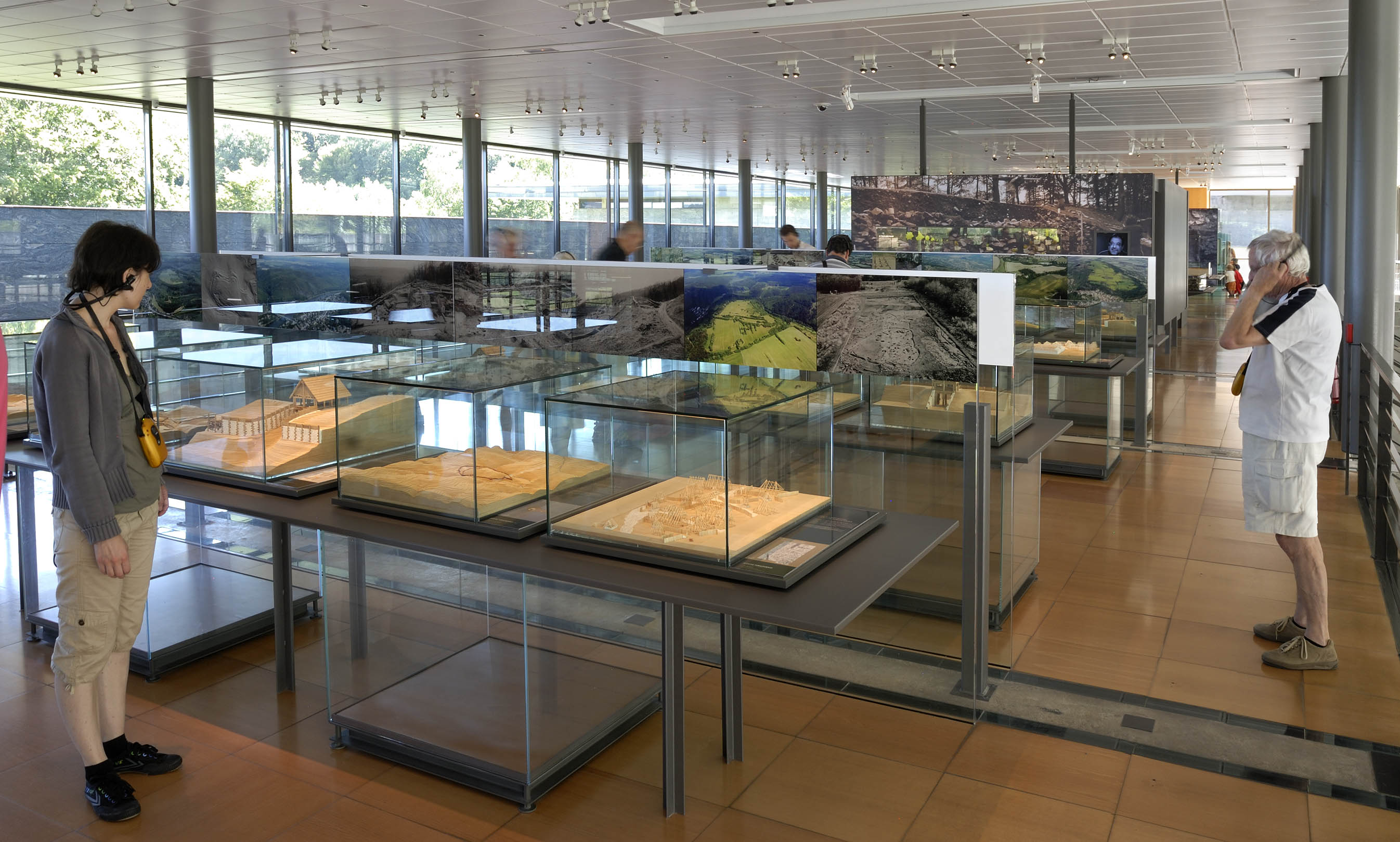
Camera machetelor: comparație a mai multor „oppida” (orașe fortificate) din Europa.
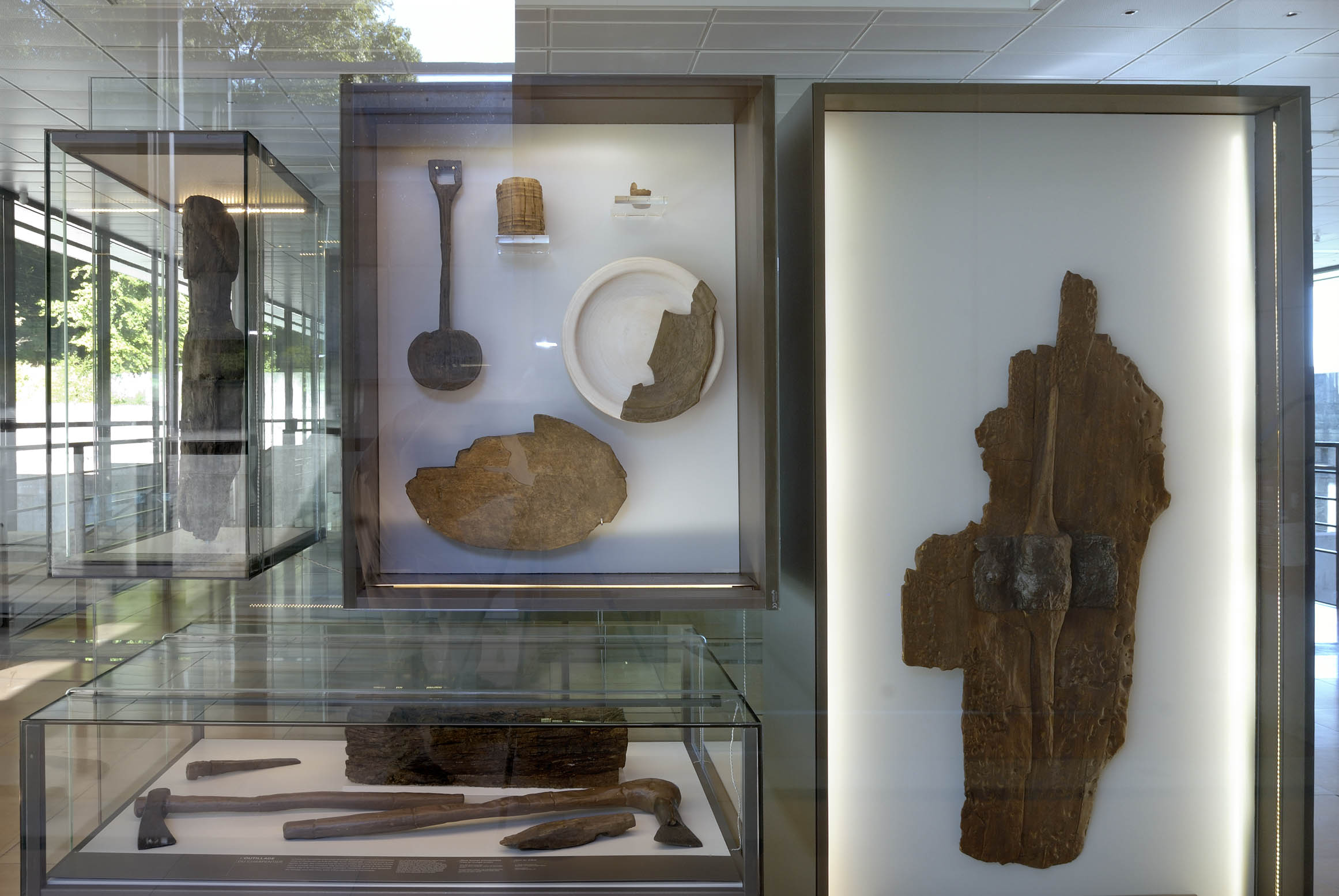
Prelucrarea lemnului în epoca celtică: copii ale unui scut La Tène, vase, oală și unelte de dulgher.
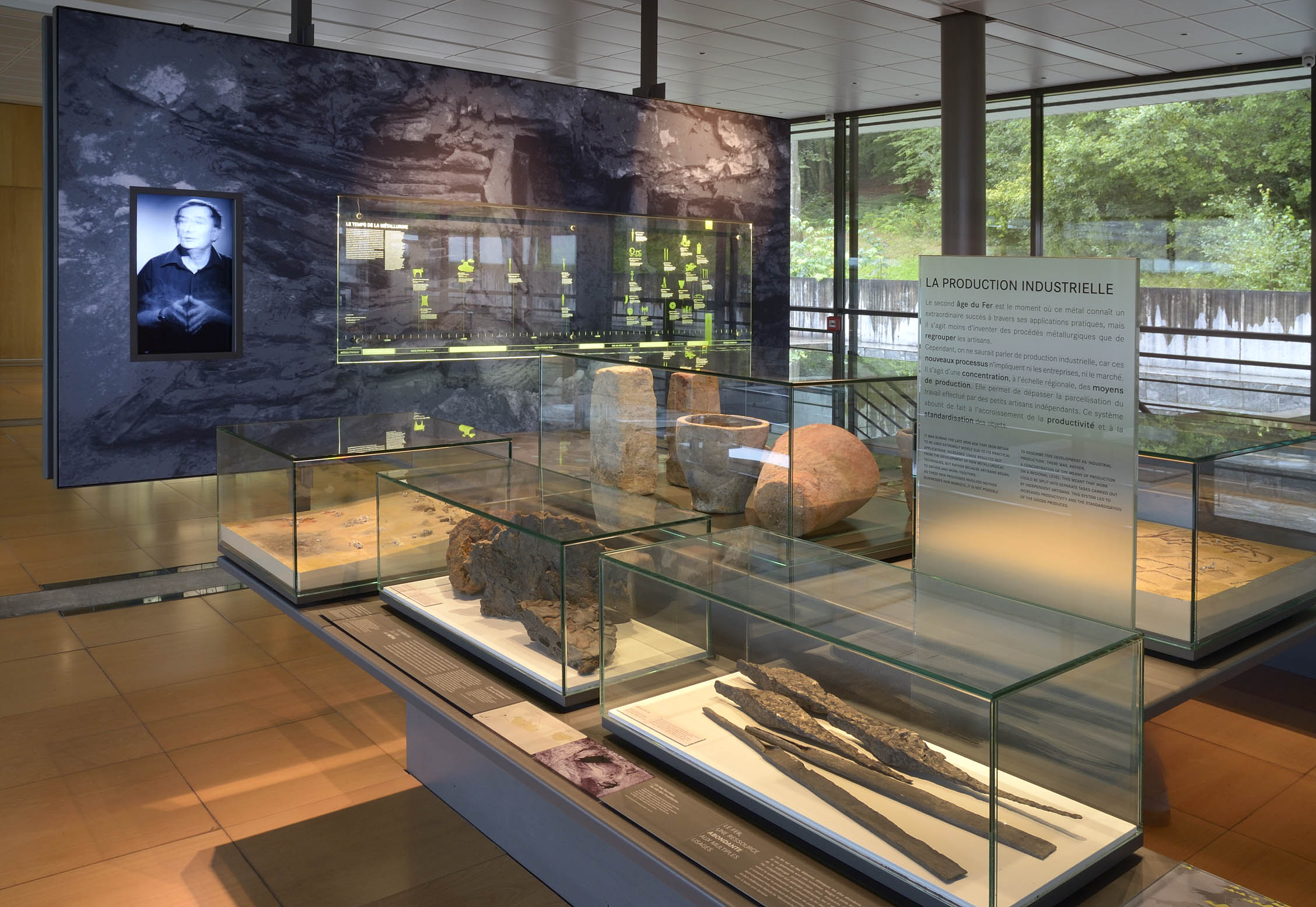
Vitrine dedicate producției industriale și miniere.

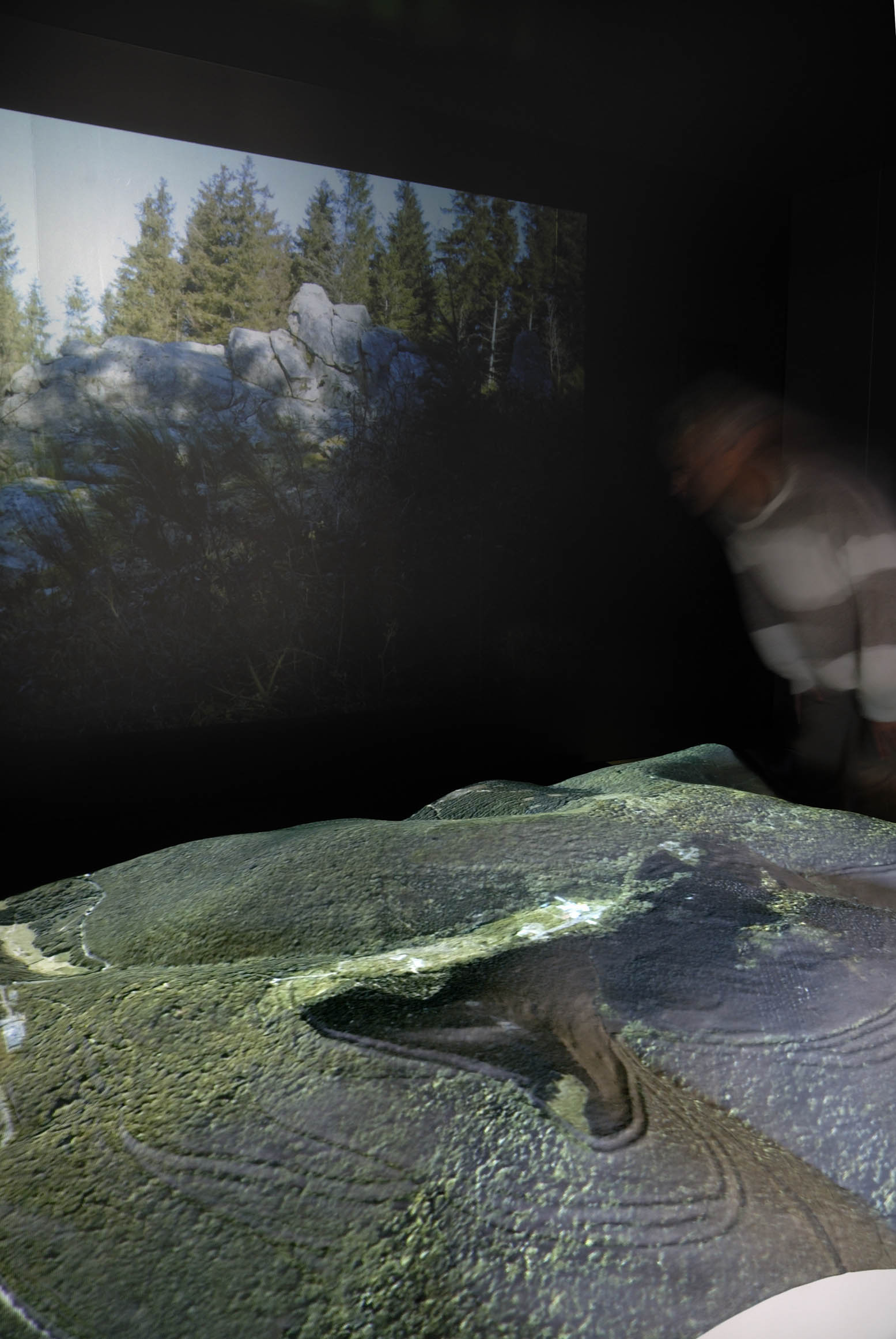
Spectacol audiovizual: istoria Mont Beuvray și Bibracte.
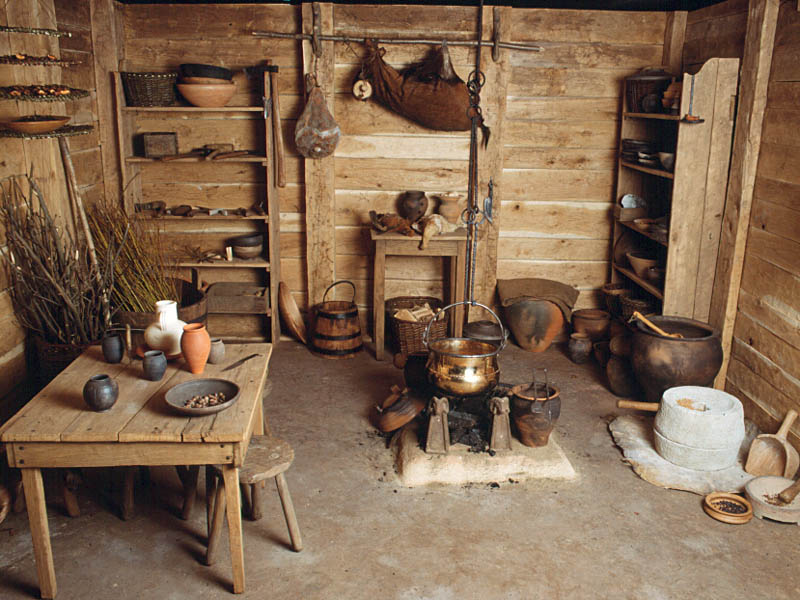
Evocarea unui interior casnic.
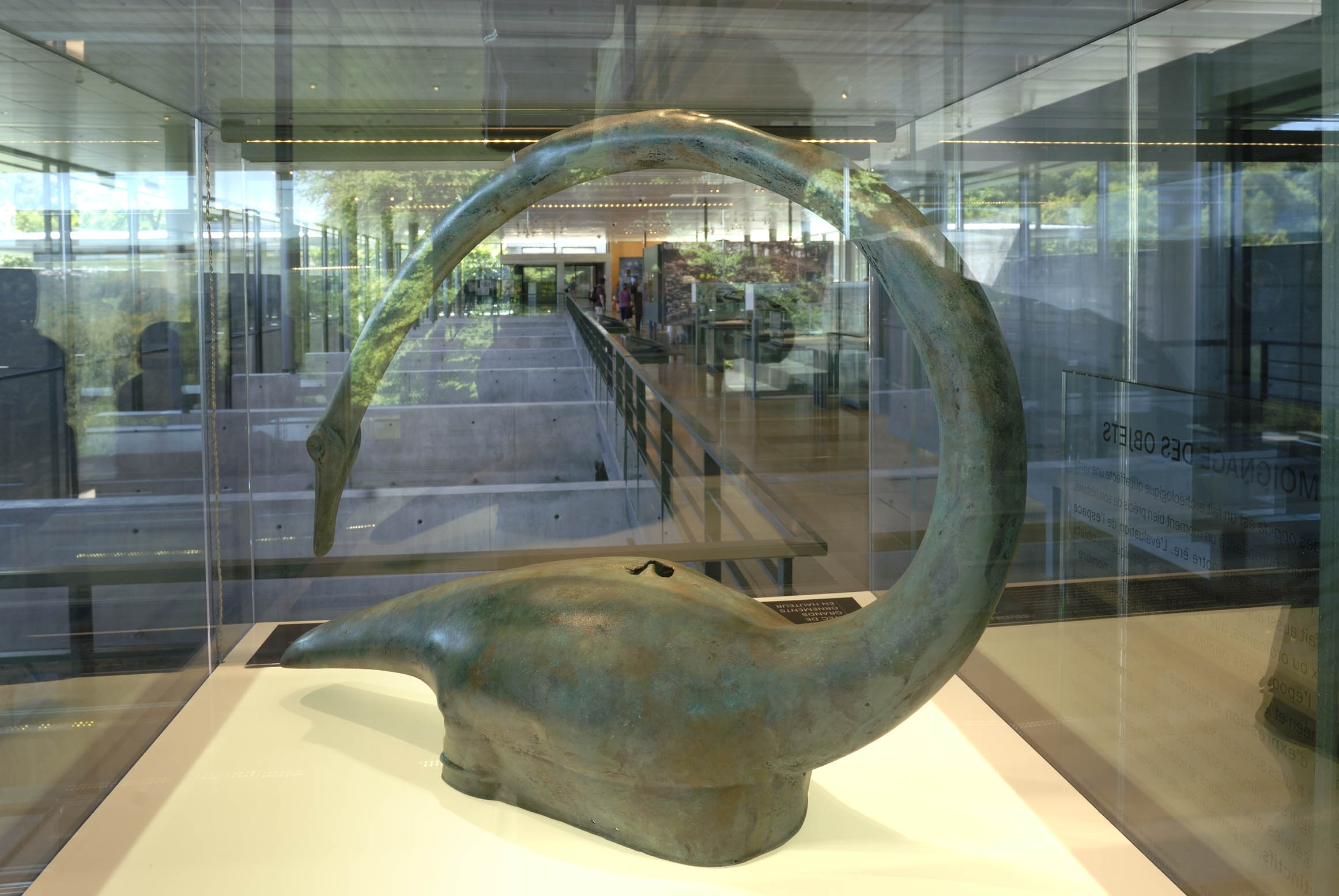
Copie a unui coif de bronz decorat cu o pasăre (secolele III-II î.Hr. din sanctuarul din Tintignac (Corrèze).
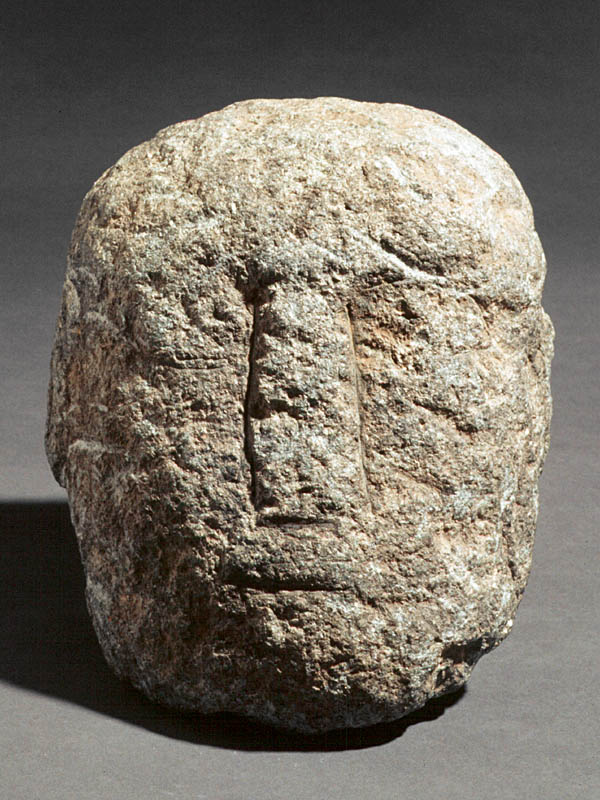
Cap sculptat în granit, Bibracte (sec. II-I î.Hr.), cu chip foarte schematic.

#### Expoziții temporare

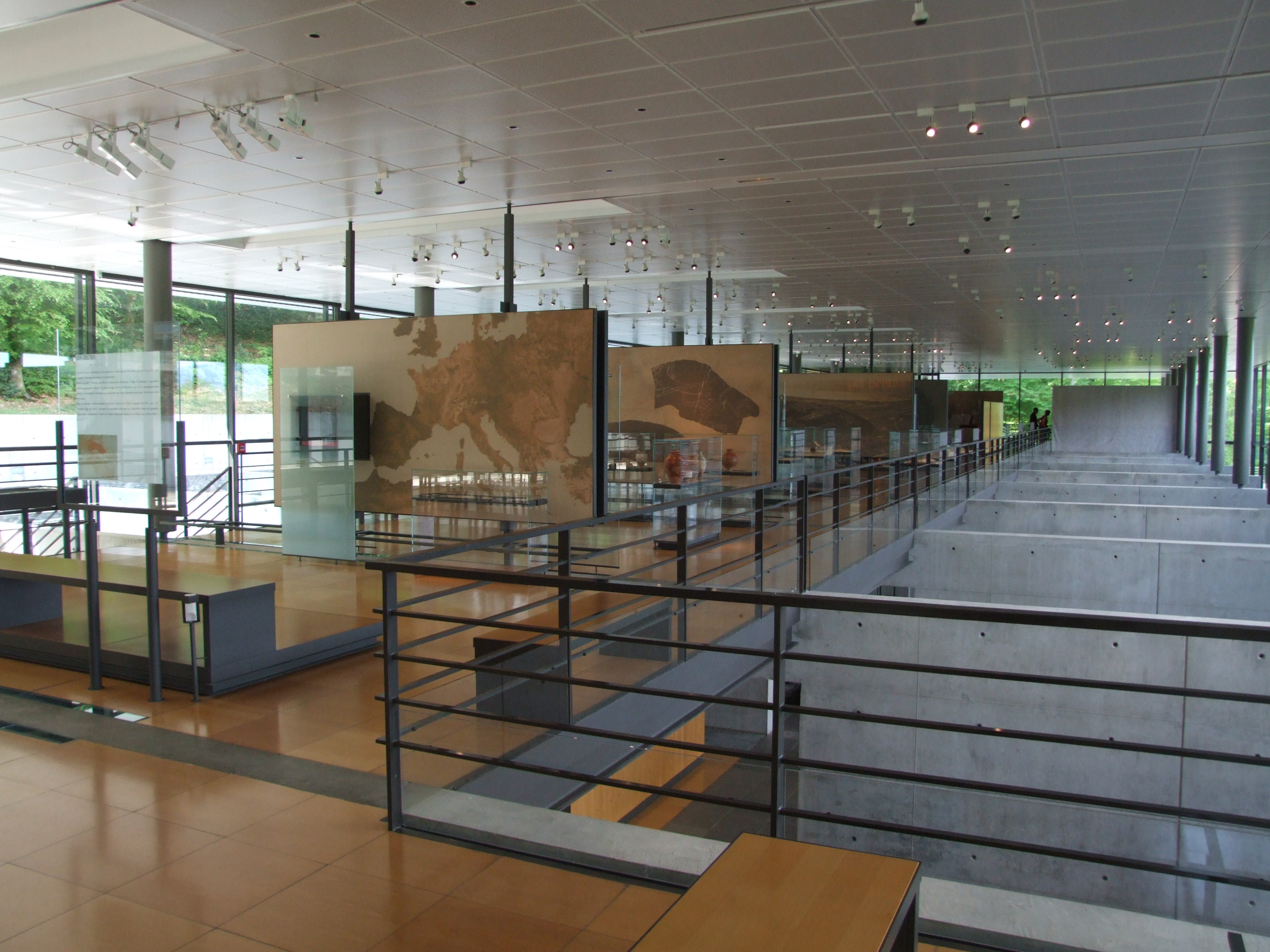
O sală în muzeu.

Expozițiile de vară sunt și ele în centrul atenției la muzeu și tratează un subiect specific despre lumea celtică:
- 1995: Europa celților la vremea lui Bibracte;
- 1996: Istoria văzută din cer;
- 1997: O privire asupra celților din Slovenia;
- 1998: La granița dintre Est și Vest[n 6];
- 1999: Mormintele ultimilor aristocrați celtici;
- 2000: Druizii galici[n 7];
- 2001: Epoca galilor din provincie;
- 2002: Pe urmele Cezarului;
- 2003: Fierari si fierării;
- 2004: Aurul alb al lui Hallstatt;
- 2005: Vinul, nectarul zeilor;
- 2006: Comori ale femeilor;
- 2007: Bibracte-Kathmandu - dus-întors arheologic;
- 2008: Situlae, imagini ale unei lumi dispărute;
- 2009: La Tène;
- 2010: Galii se îmbufnesc;
- 2012: Arheolog de profesie;
- 2014: O odisee galică;
- 2015: Primii nomazi din Asia Superioară;
- 2016: O epocă africană a fierului:
- 2017: Cupluri și companie:
- 2018: Moneda, valute

### Centrul de cercetare

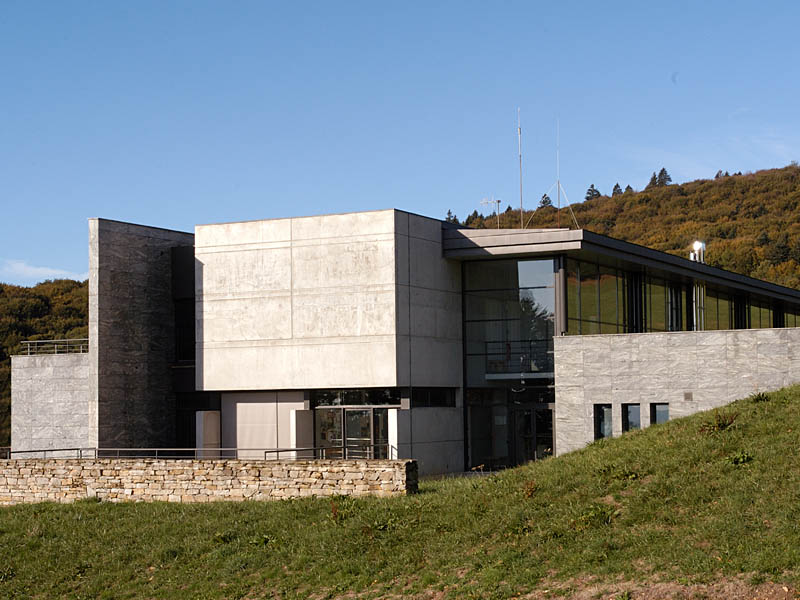
Centrul de cercetare din Glux-en-Glenne.

Situat la patru kilometri de Beuvray în orașul Glux-en-Glenne (Nièvre), centrul de cercetare are una dintre cele mai importante biblioteci din lumea celtică, aprovizionată în mod regulat de cercetătorii europeni care își aduc acolo duplicatele. Există, de asemenea, un depozit arheologic, birouri administrative, diferite spații tehnice (laboratoare adaptate, edituri etc.), o sală de seminar și, în sat, o trapeză și mai multe locuințe.
Găzduind în mod regulat cursuri de formare și conferințe, este locul de întâlnire pentru arheologi, studenți și cercetători care vin din toată Europa pentru a săpa pe situl Bibracte.
La începutul anului 2012, activitățile Centrului de Cercetare s-au îmbogățit cu o nouă componentă, cu o extindere destinată în principal să găzduiască un centru regional de conservare și studiu (CCE) a colecțiilor arheologice. CCE-urile provin dintr-o inițiativă luată în 2008 de Ministerul Culturii de raționalizare a conservării și de a facilita studiul obiectelor din săpăturile arheologice, al căror volum a crescut exponențial în ultimele decenii datorită dezvoltării arheologiei preventive. Administrat de Direcția Regională pentru Afaceri Culturale, CCE din Burgundia este unul dintre primii care a văzut lumina zilei.
Centrul de Cercetare în câteva cifre:
- 4.100 m² de spațiu util (la finalul lucrării în 2011);
- 6.300 de zile lucrătoare anuale de primire a personalului extern (cercetători, studenți, profesioniști);
- 37.500 de titluri indexate în bibliotecă și în jur de o sută de reviste.

### Rețeaua muzeală și instituțională

#### Rețeaua „Epoca fierului Europa”
Situl arheologic și muzeul Bibracte face parte din rețeaua „Europa Epocii Fierului”. Acesta din urmă, creat în 2011 la inițiativa muzeului și parcului arheologic Laténium, din Elveția, este un parteneriat internațional între instituții destinate cercetării, conservării și promovării siturilor arheologice precum și a colecțiilor emblematice ale Europei epocii fierului.
Pe lângă Bibracte, această rețea reunește în prezent următoarele situri arheologice și muzee:
- Ensérune (Béziers, Franța)
- Muzeul de Arheologie Henri-Prades (Montpellier, Franța)
- Munchen (Bavaria, Germania)
- Muzeul Celto-Roman Manching (Bavaria, Germania)
- Muzeul de Arheologie Frankfurt pe Main (Hesse, Germania)
- Muzeul Cantonal de Arheologie și Istorie din Lausanne (Vaud, Elveția)
- Laténium (Neuchâtel, Elveția)
- Satul iberic Ullastret (Catalunia, Spania)
- Muzeul de Arheologie din Catalonia (Catalunia, Spania)

## Documentar
- fr   La capitale gauloise disparue (Vincent Basso-Bondini). RMC Découverte. 2020. https://www.rmcbfmplay.com/info-programme/rmc-decouverte/la-capitale-gauloise-disparue?contentId=Product::NEUF_RMCDEC_RMC00146209&universe=PROVIDER.